# Stanisław Wrzaliński
Stanisław Mikołaj Wrzaliński (ur. 21 sierpnia 1882 w Płocku, zm. 4 stycznia 1950 w Wentorf) – pułkownik piechoty Wojska Polskiego, uczestnik walk o niepodległość Polski w I wojnie światowej oraz wojnie polsko-bolszewickiej, prezydent Gniezna w latach 1934–1936.

## Życiorys
Stanisław Wrzaliński w czasie I wojny światowej służył w Armii Rosyjskiej. Za służbę w Armii Rosyjskiej uzyskał szereg wysokich odznaczeń rosyjskich. W 1917 r. przeszedł do tworzących się oddziałów polskich w Rosji – I Korpusu Polskiego. W listopadzie 1918 r. uczestniczył w rozbrajaniu Niemców w Warszawie i tworzeniu oddziałów wojska polskiego w stolicy a następnie w podobnych działaniach w Wielkopolsce i na Pomorzu.
23 marca 1919 przejął od płk. Wacława Przeździeckiego dowództwo 5 pułku Strzelców Wielkopolskich, który 17 stycznia 1920 przemianowany został na 59 pułk piechoty wielkopolskiej. 25 maja 1919 wyznaczony został na stanowisko szefa sztabu Dowództwa Frontu Północnego. W następnym miesiącu powrócił do swojego pułku, którym pod jego nieobecność dowodził rtm. Ignacy Mielżyński. W czerwcu 1920 przebywał w szpitalu. 6 sierpnia 1920 przekazał dowództwo 59 pp kapitanowi Marcelemu Cerkiewiczowi, a sam objął dowodzenie XXIX Brygadą Piechoty. Uczestniczył w walkach z bolszewikami m.in. na Ukrainie, Białorusi a także w bitwie warszawskiej i bitwie nad Niemnem.
3 maja 1922 roku został zweryfikowany w stopniu pułkownika ze starszeństwem z dniem 1 czerwca 1919 roku i 116. lokatą w korpusie oficerów piechoty. W latach 1923–1924 był dowódcą piechoty dywizyjnej 11 Dywizji Piechoty w Stanisławowie. Następnie przeniesiony został do dyspozycji II wiceministra spraw wojskowych po czym objął dowództwo 5 Brygady Ochrony Pogranicza. Z dniem 28 maja 1926 roku przeniesiony został z KOP i przydzielony do dyspozycji dowódcy Okręgu Korpusu Nr IX w Brześciu. W lipcu 1928 roku wyznaczony został na stanowisko pełniącego obowiązki szefa Biura Uzupełnień Ministerstwa Spraw Wojskowych. Później został zatwierdzony na tym stanowisku. Pełniąc służbę w Stanisławowie i Warszawie pozostawał oficerem nadetatowym 49 pułku piechoty Strzelców Kresowych. 8 października 1929 wyznaczony został na stanowisko dowódcy 30 Dywizji Piechoty w Kobryniu. 13 października 1931 roku zwolniony został ze stanowiska dowódcy dywizji. Zastąpił go płk dypl. Emil Krukowicz-Przedrzymirski. Z dniem 31 grudnia 1931 przeniesiony został w stan spoczynku.
Decyzją MSW został mianowany na stanowisko Prezydenta Gniezna, którą to funkcję pełnił w latach 1934–1936
2 lipca 1943 wysłał z Wrocławia list do Himmlera, w którym zgłaszał się "wraz ze swoimi ludźmi" (...mit meinen Landsleute Polen) do walki z bolszewizmem. Jego pismo pozostało bez odpowiedzi
Aresztowany przez Niemców, po II wojnie światowej nie mógł wrócić do kraju. Zmarł w obozie dla ludności polskiej w Wentorf.

## Ordery i odznaczenia
- Krzyż Srebrny Orderu Wojskowego Virtuti Militari (1921)[7]
- Krzyż Niepodległości
- Krzyż Oficerski Orderu Odrodzenia Polski
- Krzyż Walecznych (dwukrotnie)
- Złoty Krzyż Zasługi (24 maja 1929)[8]
- Medal Pamiątkowy za Wojnę 1918–1921
- Medal Dziesięciolecia Odzyskanej Niepodległości